# Discontokrediet
Het discontokrediet is een principe waarbij een vergoeding wordt gegeven voor een wisselbrief, vóór de effectieve vervaldatum van die wisselbrief.